# Kim Duk-soo

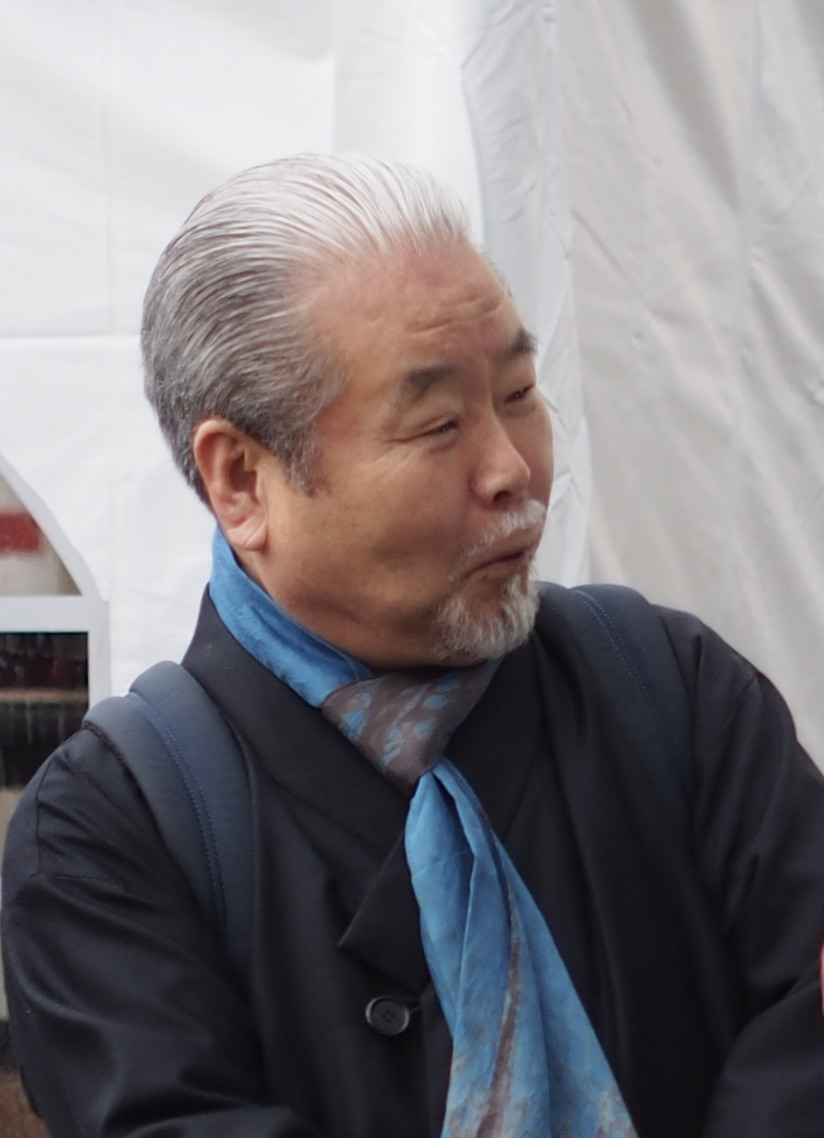
Kim Duk-soo beim Théâtre du Soleil in Frankreich, 2024

Kim Duk-soo (koreanisch: 김덕수) (* 23. September 1952 in Daejeon in Südkorea), ist ein südkoreanischer Percussion-Performance-Künstler.

## Namensschreibung
Je nach Transliteration seines Namens kann, neben der in diesem Artikel verwendeten Version, in unterschiedlichen Quellen auch die Schreibweise „Kim Duk Soo“ oder „Kim Deok-su“ gefunden werden.

## Leben und Wirken
Kim Duk-soo wurde am 23. September 1952 in Daejeon (대전) in Südkorea geboren. Er wuchs mit acht Geschwistern auf und wurde früh von seinem Vater, der ein professioneller Musiker und Sogo-Spieler einer Namsadang-Gruppe (남사당) (umherreisende Performance-Künstler) war, in die Kunst der traditionellen koreanischen Bauernmusik (Nongak) (농악) eingeführt. Ausgewählt von seinem Vater unter seinen Geschwistern als derjenige, der in der Familientradition seinem Vater folgen sollte, nahm er im Alter von fünf Jahren auf den Schultern eines Erwachsenen spielend an einer ersten Aufführung teil. 1959 bekam er im Alter von sieben Jahren für seine exzellente Aufführung auf dem nationalen Wettbewerb für Nongak-Aufführungen einen Preis vom damaligen südkoreanischen Präsidenten Rhee Syng-man (이승만) überreicht, womit seine Karriere als Percussion-Künstler begann.
Kim lernte von seinem Vater das spielen auf der Janggu (장구), einem sanduhrförmigen Trommelinstrument, das ihm später im Ausland den Titel „Mr. Janggu“ einbringen sollte. Er besuchte die Korean Traditional Music and Performing Art School in Seoul, die er mit Graduierung abschloss und widmete sich nach einem Jahr des anschließenden College-Besuches seiner Karriere als Percussion-Performance-Künstler.
Von 1965 bis 1976 war Kim Mitglied der Korean Folklore Society und trat in den Jahren bereits auf Veranstaltungen in Übersee auf. 1978 entwickelte er das Konzept von dem Spiel der traditionellen vier Instrumente Kkwaenggwari (꽹과리), Janggu (장구), Jing (징) und Buk (북) sitzend auf der Bühne, das als Samulnori (사물놀이) (sa = vier; mul = Gegenstand; nori = Spiel) seither bekannt ist und von Kim Duk-soo entscheidend geprägt wurde. Mit dem Samulnori startete er am 22. Februar 1978 seine erste Bühnenshow in Seoul, der Hauptstadt seines Landes. Mitwirkende waren damals Lee Jong-dae (Buk), Kim Young-bae (Kkwaenggwari) und Choi Tae-hyeon (Jing), wobei Kim Duk-soo die Janggu spielte. Am 29. September 1980 trat die Gruppe in neuer Besetzung (Kim Duk-soo, Kim Yong-bae, Choi Jong-sil und Lee Kwang-soo) im Space Theater (Konggan Sarang/공간사랑) in Seoul auf. Diese Besetzung wird oft als die originale des Samulnori bezeichnet. 1982 führten ihn Auftritte mit seiner Gruppe in Länder, wie die USA, Japan, Kanada, Großbritannien und andere Staaten in der ganzen Welt. 1988 spielte er bei der Fackelzeremonie zur Eröffnung der Olympischen Sommerspiele in Seoul.
1993 gründete Kim die SamulNori Hanullim Performing Arts Troupe, mit der er weitere Auftritte in aller Welt absolvierte, darunter einen, zusammen mit europäischen Samulnori-Spielern und Mitgliedern der zur ufaFabrik gehörenden Sambatruppe Terra Brasilis zur Reichstagverhüllung im Jahr 1995 in Berlin, zum Thema der Wiedervereinigung Koreas. Dazu zelebrierten sie ein schamanistisches Ritual. Die ufaFabrik in Berlin, ein selbstverwaltetes Kulturprojekt und Veranstaltungsort, pflegte eine über 25-jährige freundschaftliche Beziehung zu Kim Duk-soo. Am 5. August 2017 hatten sie einen weiteren Auftritt in der ufaFabrik, wo Kim Duk-soo mit seiner SamulNori Hanullim Performing Arts Troupe spielte.
1998 wurde Kim zum Professor am Department of Traditional Folk Theatrics der School of Traditional Arts an der Korean National University of Arts (Hanguk Yesul Jonghap Hakgyo/한국예술종합학교) berufen.
2002 nahm er mit einer Aufführung an der Eröffnung der Fußballweltmeisterschaft in Südkorea und Japan teil, wurde im Jahr 2004 Präsident des demokratischen friedlichen Vereinigungsbeirats in Südkorea und nahm 2005 an einem Musikfestival zum Freundschaftsjahr der Länder Südkorea und Japan teil. Bis in das Jahr 2007 hatte Kim Duk-soo bereits über 5500 Auftritte in über 50 Länder der Erde absolviert.

## SamulNori Hanullim
1993 gründete Kim Duk-soo die SamulNori Hanullim, Inc. (사물놀이 한울림), was wörtlich übersetzt soviel bedeutet wie „größter Klang“ oder „größtes Echo“, wobei dies im Englischen zumeist mit „Big Bang“ (großer Knall) übersetzt wird. Das ursprüngliche Ensemble von vier Spielern, die die traditionellen vier Instrumente spielten, wuchs mit der Gründung auf rund 40 Mitwirkende an.

## Werke
unvollständige Auswahl zahlreicher CDs. DVDs und VHS-Videos:
- 1996 – Kim Duk Soo* – Samulnori, Synnara Music (CDs)[14]
- 1997 – Sechsbändige Lehrvideos zum Thema Samulnori (VHS)
- 2001 – Samulnori Lehrbuch
- 2001 – Kim Duk-Soo – Spirit of Nature, Nanjang Music (CDs)[14]

als Herausgeber:
- 1999 – Kim Dong-won, What is Samulnori, Sanulnori Textbook, Overseas Koreans Foundation/Korea National University of Arts, Seoul

## Auszeichnungen
- 1959 – Preis des Präsidenten zum nationalen Wettbewerb für Nongak-Aufführungen
- 1973 – Samulnori zum wichtigen immateriellen Kulturgut mit der Nummer Nr. 92 registriert[15]
- 1993 – von der Tageszeitung Chosun Ilbo als einer der 50 angesehensten Persönlichkeiten Koreas benannt[15]
- 1995 – Order of Civil Merit, Magnolia Medal[15]
- 1995 – Best Traditional Musician Award vom Korean Broadcasting System (KBS)[10]
- 1995 – Proud Seoul Citizen Award[15]
- 1995 – Proud South Chungcheong Provincial Resident Award[15]
- 1998 – zählte ihn die koreanische Tageszeitung Chosun Ilbo zu den 50 wichtigsten Persönlichkeiten des Landes Südkorea.[7]
- 2001 – wurde Kim mit dem 4. Kulturpreis des Landes geehrt.[7]
- 2007 – 18th Arts and Culture Prize der Stadt Fukuoka in Japan bekannt als Fukuoka Prize.[10]